# Monocle (magazine américain)
Ne doit pas être confondu avec Monocle (magazine britannique).
Monocle est un magazine satirique américain, publié irrégulièrement depuis la fin des années 1950 jusqu'au milieu des années 1960.

## Liminaire
Le magazine est co-fondé par Victor Navasky (en) alors qu'il était étudiant à la faculté de droit de Yale (Yale Law School). Navasky en est également le premier éditeur. De 1961 à 1965, Monocle est édité par C. D. B. Bryan.
Calvin Trillin, Dan Wakefield, Neil Postman, Richard Lingeman, Dan Greenburg et l'humoriste Marvin Kitman (en) contribuent également à la rédaction du magazine,.

## Histoire
Monocle est fondé par un groupe d'étudiants de la faculté de droit de Yale comme étant un « trimestriel occasionnel » (en fait émis deux fois par an). Après avoir obtenu leur diplôme, ils établissent le siège à New York, où la revue, selon les termes de ses éditeurs, « opérait plus ou moins comme la force de police de l'ONU, nous paraissons quand il y avait une urgence ». Plus tard, il devient un « mensuel occasionnel » (leisurely monthly), avec l'intention de paraître environ dix fois par an.
Navasky raconte en détail l'histoire de la fondation et la direction de Monocle dans ses mémoires de 2004, Matters of Opinion.

## The Monocle Peep Show
Les titres des chapitres de l'anthologie The Monocle Peep Show (1965) donnent une idée du sujet traité par le magazine et de son ton politiquement irrévérencieux  .
Le livre est divisé en chapitres selon les couleurs : « Journalisme noir et blanc » (Black and White Journalism), traitant des « races » en Amérique, « Journalisme jaune » (Yellow Journalism) sur l'Asie de l'Est, y compris sur la guerre du Viêt Nam, « Journalisme rouge » (Red Journalism), sur le communisme et la guerre froide, « Journalime hors couleur » (Off-color Journalism, avec une allusion à « Off-color humor », humour décalé) comprenant deux articles, l'un sur un spécialiste des fusées qui n'est pas vraiment un ancien nazi et l'autre sur quelqu'un qui fait campagne pour la papauté, et enfin  « Journalime rouge-blanc-bleu » (Red, White & Blue Journalism, couleurs du drapeau américain), sur la politique électorale américaine.
Le chapitre Journalisme noir et blanc comprend, entre autres, un article de l'humoriste afro-américain Godfrey Cambridge (en) intitulé My Taxi Problem and Ours - le titre fait allusion à l'essai récent de Norman Podhoretz : My Negro Problem-And Ours -, une bande dessinée de super-héros intitulée Captain Melanin et un article intitulé We're Not Prejudiced But... (« Nous n'avons pas de préjugés, mais... ») contenant une série de répliques telles que : « Les couples catholiques nègres ont-ils un sens inné du rythme ? » et « Le gouverneur George Wallace a-t-il été à deux doigts de remporter la primaire du Wisconsin ? ».